# 布氏柳莺
布氏柳莺（学名：Phylloscopus subviridis）一种分布于阿富汗和土库曼斯坦等地的雀形目鸟类，隶属于柳莺科柳莺属。本种由爱尔兰裔加拿大鸟类学家威廉·埃德温·布鲁克斯于1872年描述发表。